# Esculine
L'esculine est un composé aromatique de la famille des coumarines. C'est plus précisément un hétéroside de coumarine, le  6-β-D-glucoside de l'esculétine. Elle est présente dans diverses espèces du genre Aesculus, comme le marronnier commun (Aesculus hippocastanum) ou le pavier de Californie (Aesculus californica)), la résine du bois-joli (Daphne mezereum), Bursaria spinosa, ou  encore dans la chicorée.
L'esculine est fluorescente à la lumière noire (UV-A 365nm)

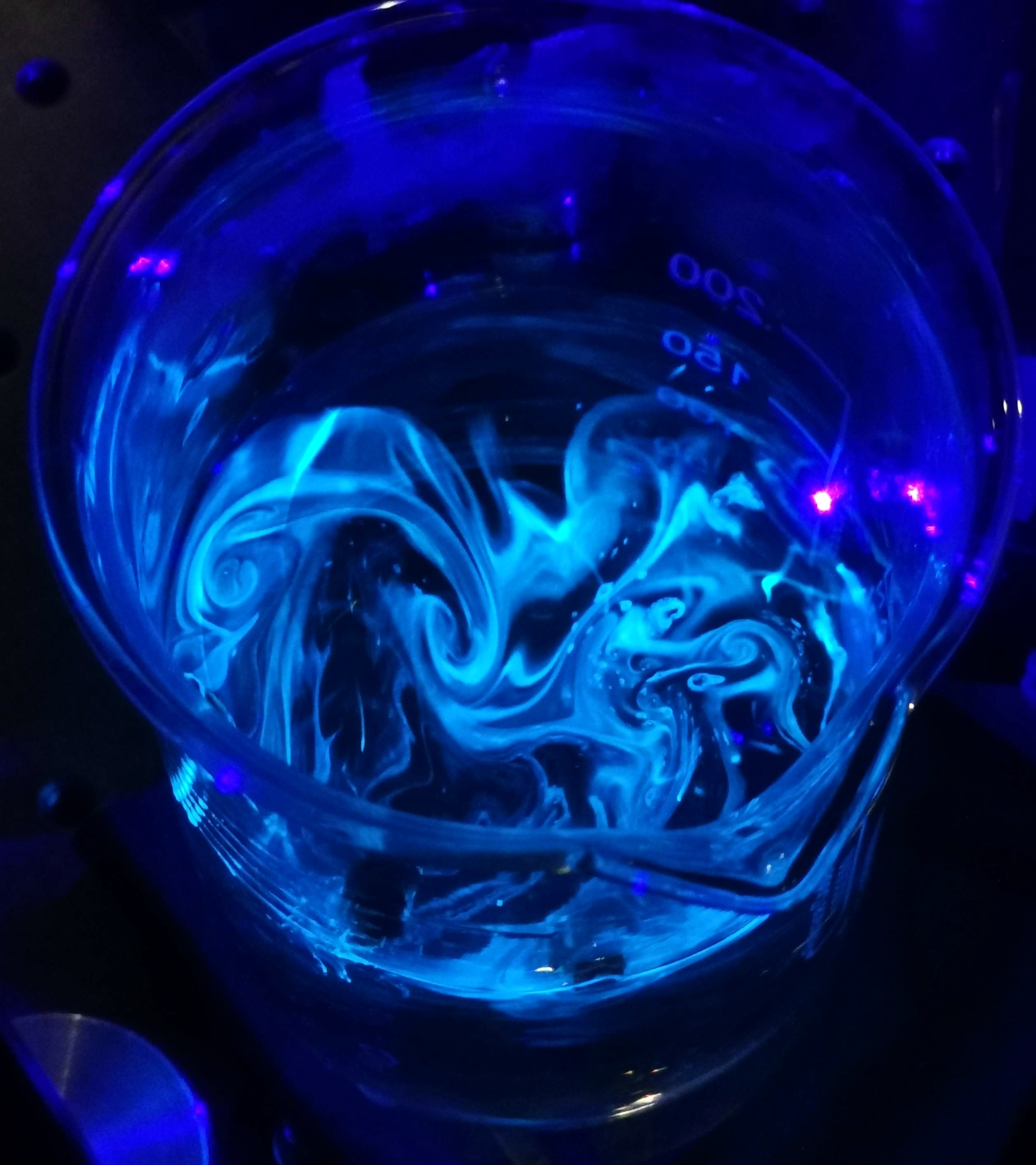
Fluorescence de l'esculine se dissolvant dans l'eau depuis un bout d'écorce de marronnier commun, éclairée à 403 nm.

## Usage biomédical
L'esculine est un composant courant entrant dans la composition des milieux d'identifications des micro-organismes, en particulier des Enterococci.
Elle est utilisée en présence de citrate de fer. La dégradation de l'esculine en glucose et esculétine est détectée par l'observation d'un complexe noir formé entre esculétine et le citrate de fer.
Voir : gélose BEA, gélose à l'esculine, galeries API.